# Centri di servizio per il volontariato
I centri di servizio per il volontariato (CSV) sono strutture presenti in Italia per promuovere, valorizzare e dare un sostegno concreto alle organizzazioni di volontariato, iscritte e non iscritte ai registri regionali e, al tempo stesso, sono da questi gestiti.

## Storia
I CSV sono stati istituiti dalla 11 agosto 1991, n. 266 (legge quadro sul volontariato) e, secondo quanto stabilito all'articolo 15, vengono finanziati dalle  fondazioni bancarie, che ogni anno devolvono 1/15 dei loro proventi.
Nel decreto ministeriale dell'8 ottobre 1997 vengono invece illustrate specificatamente le attività svolte dai centri di servizi per il volontariato.
Nel 2015 i CSV sono presenti in tutte le regioni italiane, per un totale di 72 CSV, articolati in oltre 300 sportelli. Nella maggior parte delle regioni si è scelto di costituire un CSV per ogni provincia (come in Lombardia, Veneto, Emilia-Romagna, Campania), in altri casi si è optato per un unico centro di servizio per tutto il territorio regionale (come in Toscana e Sardegna) oppure, soltanto in Sicilia, per una presenza mista di centri provinciali e, contemporaneamente, interprovinciali o circondariali.

## Attività e servizi
In particolare, i servizi erogati sono:
- servizi di sportello (informazione, orientamento, consulenza e accompagnamento sulla gestione di un'associazione di volontariato, dal punto di vista legale, fiscale, amministrativo, normativo; relazioni con le istituzioni e gli enti locali; fund raising e orientamento per nuovi volontari);
- servizi di formazione per i volontari e gli operatori, ma anche attività di consulenza per l'organizzazione e la gestione di percorsi formativi;
- sostegno alla progettazione (consulenza e accompagnamento nella progettazione, nella ricerca di finanziamenti, nella partecipazione ai bandi; sostegno ai progetti delle OdV mediante contributi economici o tramite assunzione diretta di azioni e prestazioni dei progetti stessi);
- supporto logistico (concessione di spazi e attrezzature per le attività delle associazioni; punti di incontro del volontariato nel territorio; servizi per la copisteria, uso del computer);
- promozione del volontariato (aiuto a migliorare la comunicazione in tutti gli ambiti di intervento; consulenza e collaborazione alle iniziative di comunicazione delle singole associazioni e alle campagne di promozione per far conoscere il volontariato e diffondere la cultura della solidarietà; attività e stage di volontariato per i giovani, anche nella scuola).

I comitati di gestione dei fondi speciali per il volontariato (Co.Ge) sono invece i soggetti a cui compete l'amministrazione e il controllo dei finanziamenti destinati ai CSV. I Co.Ge. sono istituiti presso ogni regione e provincia autonoma.
Ad oggi, 69 di questi CSV sono soci di CSVnet, il coordinamento nazionale dei centri di servizio per il volontariato, nato nel 2003 per raccogliere, dare continuità e rafforzare l'esperienza del Collegamento nazionale dei centri di servizio costituito nel 1999.
La sua azione mira a rafforzare la collaborazione, lo scambio d'esperienze, di competenze e di servizi fra i CSV. È un luogo di collaborazione e confronto permanente per le tematiche di impegno dei centri di servizio. Svolge, inoltre, attività di formazione, comunicazione, consulenza, sostegno e accompagnamento ai CSV soci.